# Hyperothrix orophura
Hyperothrix orophura är en mångfotingart som beskrevs av Carl Graf Attems 1900. Hyperothrix orophura ingår i släktet Hyperothrix, ordningen banddubbelfotingar, klassen dubbelfotingar, fylumet leddjur och riket djur. Inga underarter finns listade i Catalogue of Life.